# Sakia-el-Hamra

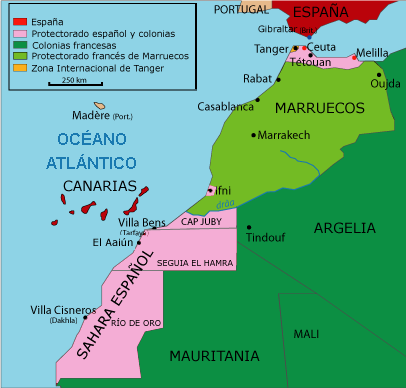
Extensió de Saguia el Hamra durant la colonització espanyola.

Sakia-el-Hamra, o també Saguia el Hamra (en àrab ساقية الحمراء, Sāqiya al-Ḥamrāʾ), és una regió que forma la part nord del Sàhara Occidental. La principal ciutat és Al-Aaiun. La regió forma un rectangle només esguerrat per la zona de la costa, on es troben dipòsits de fosfats.
Fou incorporada a la colònia espanyola de Río de Oro el 3 d'octubre de 1904, a la qual va pertànyer fins al 1958 (del 1946 al 1958 Río de Oro va formar el territori de l'Àfrica Occidental Espanyola junt amb Ifni i dependent de l'alt comissionat al Marroc del 1946 al 1956). Després, el 12 de gener de 1958, va esdevenir part de la província del Sàhara Espanyol, que fou entregada al Marroc i Mauritània el 1976. Saguiet El-Hamra va quedar dins la zona marroquina. Actualment, tres quartes parts estan ocupades i administrades pel Marroc i la resta per la RASD.
Limita al sud amb la regió de Río de Oro; al nord amb el Marroc; a l'est amb Algèria i Mauritània; i a l'oest amb l'oceà Atlàntic.